# 北斗中央インターチェンジ

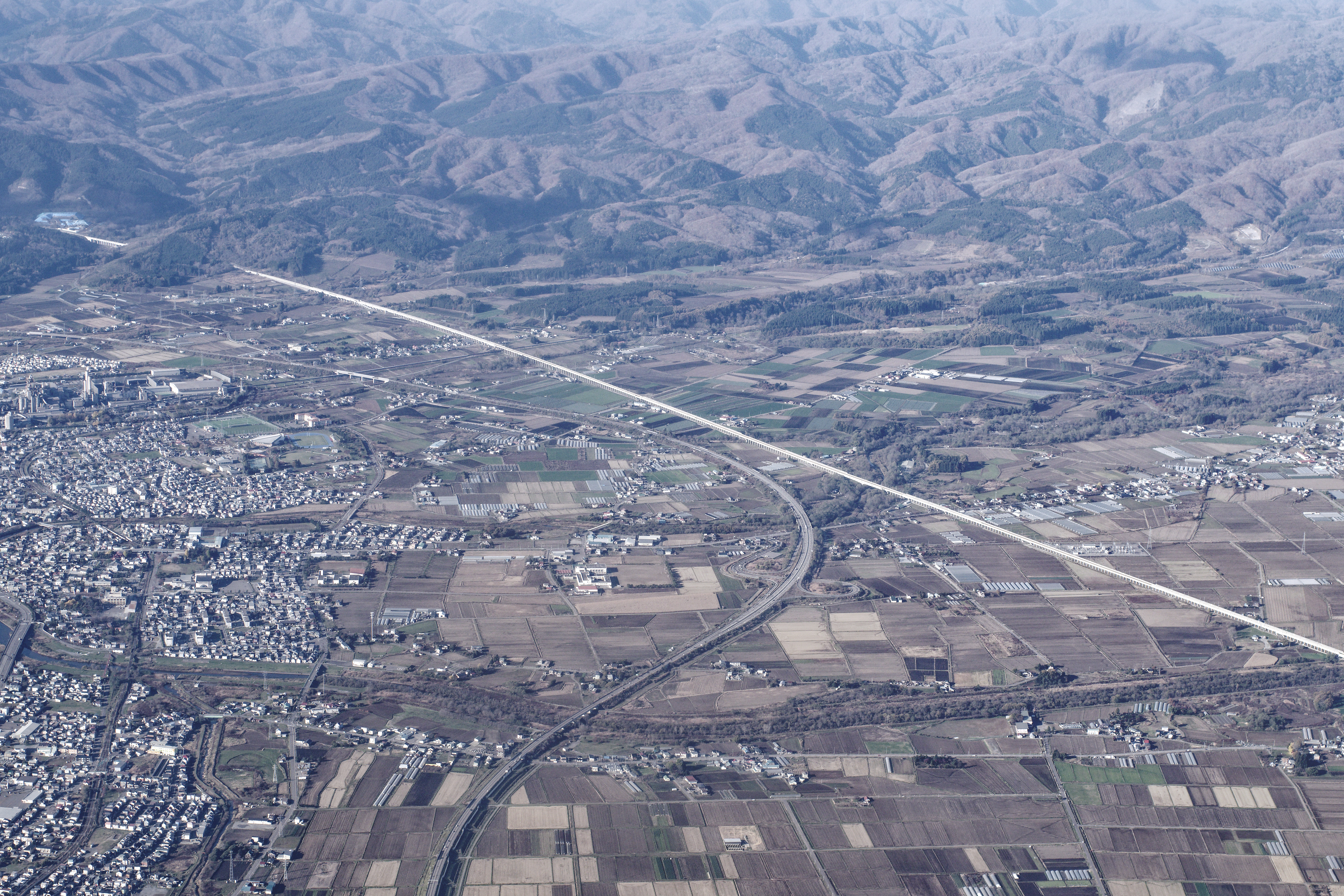
北斗中央ICとその周辺を上空東方向から撮影。左上から右下に真っ直ぐ伸びる白い線は北海道新幹線。その下のカーブしている線が函館江差自動車道。ICはそのカーブ箇所にある。

北斗中央インターチェンジ（ほくとちゅうおうインターチェンジ）は、北海道北斗市中野通にある函館江差自動車道（函館茂辺地道路）のインターチェンジ。2009年（平成21年）10月1日に上磯インターチェンジ（かみいそインターチェンジ）から改称された。

## 歴史
- 2003年（平成15年）3月24日：函館江差自動車道初の供用区間として函館IC - 上磯IC間（函館茂辺地道路）が開通[2]。
- 2009年（平成21年）
  - 10月1日：当ICの名称を北斗中央ICに変更[1]。
  - 11月14日：北斗中央IC - 北斗富川IC間（函館茂辺地道路）が開通[3]。
- 2024年（令和6年）9月15日：北斗中央IC - 木古内ICがアイアンマンレース（アイアンマンジャパンみなみ北海道）開催のため通行止[4]。

## 周辺
- 北海道上磯高等学校
- 北斗市運動公園
- 北斗市総合文化センター・かなで〜る
- 清川口駅・上磯駅（道南いさりび鉄道線）
- 北斗市役所

## 道路

### 本線
- E59 函館江差自動車道（函館茂辺地道路・3番）

### 接続する道路
- 直接接続
  - 北海道道96号上磯峠下線
- 間接接続
  - 国道228号

## 隣
E59 函館江差自動車道（函館茂辺地道路）
(2) 北斗追分IC - (3) 北斗中央IC - (4) 北斗富川IC